# Manuel Blasco de Nebra
Pour les articles homonymes, voir Blasco.
Manuel Orlandi Blasco de Nebra (Séville, 2 mai 1750 - Séville, 12 septembre 1784) est un organiste et compositeur espagnol établi à Séville.

## Biographie
Manuel Blasco est le fils de José Blasco de Nebra (Lacarra), organiste de la cathédrale de Séville depuis 1735. Il devient son assistant en 1768, puis son successeur en 1778. Il est renommé pour sa facilité à déchiffrer à vue et pour son jeu à l'orgue, au clavecin, au pianoforte : on peut avoir une idée de ses dons par l'examen des pièces de sa composition qui nous restent. Pendant sa vie, qui fut courte — il meurt avant son père — il compose environ 170 œuvres, toutes pour instruments à clavier ; il n'en subsiste que 30, notamment :   
- Seis sonates para clave y fuerte-piano op.1 (Madrid, 1780)
- Six pastorellas et douze sonates (Monastère de Montserrat)
- Six sonates pour clavier (Osuna, Monastère de l'Incarnation)

## Discographie

### Clavier
- Œuvres pour clavier - Josep Colom, piano (Mandala) (OCLC 1116392879)
- Intégrale des sonates pour piano, vol. 1 à 3 - Pedro Casals, piano (mai 2008, 2010, Naxos 8.572068 ;  8.572069 ; 8.572150) (OCLC 429046992)
- L'Œuvre pour clavier, vols. 1 à 3 - Pedro Piquero, piano (8-9 septembre 2008, 2009, 2011,  Columna Música 1CM0219 ; 1CM0237 ; 1CM0240) (OCLC 740390428)
- Sonates pour piano no 1 à 6 (1780), Pastorela nos 2 et 6 - Javier Perianes, piano (juillet 2009, Harmonia Mundi HMC 902046) (OCLC 762555342)

### Vocale
- Viento es la dicha de amor, zarzuela en deux actes - Maite Arruabarrena (Zéfiro) ; Marta Almajano (Liriope) ; Raquel Pierotti (Amor) ; María del Mar Doval (Marsias) ; Pilar Jurado (Delfa) ; Ensemble baroque de Limoges, dir. Christophe Coin (1995, Valois V 4752)
- Miserere en sol mineur - Al Ayre Espanol, dir. Eduardo López Banzo (2000, DHM 05472775322)
- La Cantada espanola en America  - Carlos Mena, contre-ténor ; Al Ayre Espanol, dir. Eduardo López Banzo (2005, Harmonia Mundi HMI 987064) — avec Joseph de Torres
- Arias De Zarzuela - María Bayo, Al Ayre Espanol, dir. Eduardo López Banzo (2005, Harmonia Mundi HMI 987069) — avec Luigi Boccherini, Sinfonia op. 12 no 4 La Casa del Diavolo
- Esta Dulzura Amable, cantates sacrées -Maria Espada, Al Ayre Espanol, dir. Eduardo López Banzo (2011, Challenge Classics)
- Requiem (1758) pour Doña Bárbara de Braganza, reine d'Espagne - Coro Victoria, Schola Antiqua, La Madrileña, dir. José Antonio Montaño (2018, Pan Classics PC 10412)

### Récitals
- Arias de Zarzuela Barroca - María Bayo, Les Talens Lyriques, dir. Christophe Rousset (2003, Astrée E8885) — avec Vicente Martín y Soler, Antonio Rodríguez de Hita et Luigi Boccherini.

## Sources
- (es) Notice sur la Bibliothèque nationale d'Espagne
- (en) José López-Calo, « Blasco de Nebra (Orlandi), Manuel  », dans Grove Music Online, Oxford University Press, 2001.